# マリオゴルフ ワールドツアー
『マリオゴルフ ワールドツアー』（MARIO GOLF WORLD TOUR）は2014年5月1日に発売されたニンテンドー3DS用ソフトであり、前作GBAツアーから10年ぶりの作品である。

## システム
本作ではシリーズ初のインターネット対戦が追加され、世界中のプレイヤーとスコアを競うことが可能となった。また、シリーズ初のアイテムも登場し、ボールを打つときに様々な効果を与えることができるようになった。メインモードは通例のマリオキャラクターたちでストロークやマッチプレイ、ミニゲームなどをプレイすることができるマリオゴルフ、自分のMiiでピーチ姫主催のゴルフクラブを体験することができるプリンセスクラブの2つが用意されている。プリンセスクラブでは、経験値の概念は無くなったものの、ゲームを進めることによって増えていくゴルフ用具やゴルフウェア（クラブ内のショップに徐々に入荷していく。購入にはゲーム内におけるコインが必要だが、そのコインもゲームを進めると貯まっていく）などのコスチュームで自分のMiiをグレードアップさせることができ、GBやGBAツアーのようなRPG要素を楽しむことができる。
また、マリオゴルフにおいて、シングルプレイでのトーナメントモードが無くなった代わりに、前述のインターネット通信を使用した大会モード（スコアアップロード式）が新たに追加された。任天堂による公式大会「マリオオープン」と、オリジナルのルールを自由につくり開催・参加することができる「プライベートコンペ」が用意されており、いずれも開催期間が設けられている。プリンセスクラブにおいても、「ジャパントーナメント」および「ワールドツアー」の2つの大会が開催されており、いずれかの大会で上位入賞でトロフィーを獲得すると、「4大メジャートーナメント」に参加することができるようになる。なお、今作ではレギュラーティーとバックティーに加えて、さらに後ろへ引いたトーナメントティーが設置された。携帯機版マリオゴルフ恒例のゴルフ辞典モードは健在であるが、シリーズ恒例のトレーニングモード（好きなホールを遊べる）とロングチップイン時のVTR保存は廃止された。

## コース
プリンセスクラブコース
1. フォレストコース：森林に囲まれた林間のコース。広いフェアウェイで初心者に優しく、緑豊かな景観を眺めながらラウンドできる。
2. シーサイドコース：脇には広大な海が広がる南国のコース。シーサイドなので大きな砂浜や複雑な形をしたバンカーが多く登場する。高速フェアウェイが存在する。
3. マウンテンコース：ゴツゴツした岩山やサボテンが散在する山岳のコース。ほとんどのホールに崖があり、一部のホールは起伏が激しくなっている。
4. スカイアイランド：雲上に浮かぶ島々に作られた全PAR3のコース。距離は短いもののほぼ全体が崖になっており、風をうまく読まなければあっという間にOBの奈落へ落ちてしまう。グリーンが狭い上に二段グリーンが多いのも厄介。

マリオワールドコース
マリオシリーズの世界観をイメージしたコース。いずれもハーフ（9ホール）での構成となっている。
1. ピーチガーデン：ピーチ城周辺に作られた全体がピンク調のコース。ハート型のダッシュパネルを始め、うまく利用すれば飛距離を稼げる仕掛けが登場する。BGMは『マリオカートDS』の同名のコースのアレンジである。
2. ヨッシーレイク：フェルトのような柔らかい地面が特徴のコース。所々に点在する水たまりは、ウォーターハザードではなくウォーターバンカーとなっている。BGMは『ヨッシーストーリー』のタイトルのアレンジである。
3. ハナチャンパーク：巨大な植物やマリオシリーズの敵キャラクターが出迎えるコース。敵キャラクターにボールを当てると様々なリアクションを起こすが、ボールは大きく跳ね返る。高く打ち上げる場合には特に巨大なクローバーに注意。
4. プクプクラグーン：熱帯魚やプクプクが泳ぐシリーズ初の海底のコース。障害物としていくつか土管から噴き付ける水流が存在するが、一部にはそれを利用して飛距離を稼げるホールがある。
5. DKジャングル：ドンキーコングの故郷が舞台のコース。総じて起伏が激しい上に、さけぶ柱やパクパクなど『ドンキーコング リターンズ』に登場した敵キャラクターがボールを妨害してくる。タル大砲を使えば大きく飛距離を稼ぐことができるが、TNTバレルには要注意。
6. クッパキャッスル：クッパ帝国が舞台のコース。GC版にあったクッパワールドと同じような仕掛けがあるが、難易度は大きく下がっている。BGMは『スーパーマリオブラザーズ』の城ステージと、『スーパーマリオ64』の「クッパへの道」のテーマの両方がアレンジされている。

ダウンロードコース
定期的に配信される追加コンテンツに同梱されている。各パック2コース。いずれも『マリオゴルフ64』からのリメイクコースだが、グリーンの傾斜にリニューアルが施されたホールも多い。またパット時のボールの挙動も64版とはやや違う。ロックさんみゃく・マリオスターは大幅なアレンジがなされている。
1. キノピオランド（キノコパック）：『マリオゴルフ64』の同名のコースのリメイクコース。
2. ノコノコパーク（キノコパック）：『マリオゴルフ64』の同名のコースのリメイクコース。
3. デザートさばく（フラワーパック）：『マリオゴルフ64』のコース「ヘイホーデザート」のリメイクコース。17番ホールはティーグラウンドから障害物までの距離が近づいたため、ショートカットルートのフェアウェイが狙いづらくなっている。
4. ミントしょとう（フラワーパック）：『マリオゴルフ64』のコース「ヨッシーアイランド」のリメイクコース。リメイク元と違い、水場が多いコースに設定されている。
5. ロックさんみゃく（スターパック）：『マリオゴルフ64』のコース「テレサバレー」のリメイクコース。リメイク元でラフになっている部分がロックに変更されているため、OBになるリスクがより高くなっている。総合してオリジナル版よりグリーンの傾斜が難化され、中にはOBゾーン近くにピンが切られることがある配置のホールもある。
6. マリオスター（スターパック）：『マリオゴルフ64』の同名のコースのリメイクコース。リメイク元からコースデザインが変えられたホールが多く、コースの起伏が激しくなったためラフやバンカーを狙って強引に飛距離を稼ぐのが難しくなっている。1番ホールはグリーンの傾斜が激しく、グリーンエッジからグリーン中央までの高低差は9mを超える。3番ホールはトーナメントティーの場合675yの距離があり、レギュラーティー(542y)との差は133yになる。8番ホールはグリーンが極端に横に長く、長い方の辺同士の距離は約280yにも達する。15番ホールはトーナメントティーの場合516yの距離があり、マリオゴルフシリーズに登場するPAR4としては最長の距離を誇る。

## キャラクター
| キャラクター名   | 飛距離 （ノーマル） | 飛距離 （スター） | 弾道     | 持ち球     | 備考・出現条件                                                                    |
| ---------------- | ------------------- | ----------------- | -------- | ---------- | --------------------------------------------------------------------------------- |
| マリオ           | 215y                | 280y              | 高め     | ストレート |                                                                                   |
| ルイージ         | 206y                | 240y              | 低め     | フェード   |                                                                                   |
| ピーチ           | 200y                | 233y              | やや低め | ストレート |                                                                                   |
| デイジー         | 213y                | 270y              | 高い     | ドロー     |                                                                                   |
| ヨッシー         | 208y                | 250y              | ふつう   | ストレート |                                                                                   |
| ワリオ           | 209y                | 258y              | 低い     | フェード   |                                                                                   |
| ワルイージ       | 208y                | 246y              | ふつう   | ドロー     |                                                                                   |
| ドンキーコング   | 217y                | 283y              | 低め     | ドロー     | 持ち球がクッパと入れ替わっている                                                  |
| ディディーコング | 211y                | 264y              | 高め     | ドロー     |                                                                                   |
| クッパ           | 220y                | 290y              | ふつう   | フェード   | 持ち球がドンキーコングと入れ替わっている 変則的な片手打法を使う（基本的に左打ち） |
| クッパJr.        | 210y                | 260y              | 低め     | ストレート |                                                                                   |
| テレサ           | 209y                | 255y              | やや低め | ドロー     | 傾斜の影響を受けにくい                                                            |
| キノピオ         | 203y                | 237y              | やや高め | ドロー     | 「チャレンジ」でスターコインを40枚集めると出現                                    |
| カメック         | 214y                | 277y              | やや低め | フェード   | 「チャレンジ」でスターコインを45枚集めると出現                                    |
| パタパタ         | 207y                | 243y              | やや高め | ストレート | 「チャレンジ」でスターコインを50枚集めると出現 傾斜の影響を受けにくい             |
| キャサリン       | 212y                | 267y              | やや高め | フェード   | 「チャレンジ」でスターコインを55枚集めると出現                                    |
| キノピコ         | 198y                | 230y              | やや低め | ストレート | キノコパックを購入することによって使用可能                                        |
| トッテン         | 213y                | 274y              | 最低     | ドロー     | フラワーパックを購入することによって使用可能                                      |
| ロゼッタ         | 218y                | 286y              | 高い     | フェード   | スターパックを購入することによって使用可能 傾斜の影響を受けにくい                 |
| ゴールドマリオ   | 215y                | 280y              | 高め     | ストレート | 購入することによって使用可能 常にゴールドフラワーショット状態になる               |

## 開発
本作のプロデューサーは任天堂の伊豆野敏晴が務めた。
ゲームボーイアドバンス用ソフト『マリオゴルフGBAツアー』の発売から10年の間、Wiiの登場により、伊豆野はWiiリモコンを用いたゴルフゲームについても考えていた。その後登場したニンテンドー3DSの裸眼立体視機能を用いてゴルフコースを表示させたら気持ちの良いゴルフゲームができるかもしれないと考えた伊豆野は同作の開発元であるキャメロットに連絡した。
10年ぶりの新作ということもあり、単なる続編にしたくないと考えていたキャメロットの高橋宏之は、過去作との違いを出そうと模索していた。また、この当時のニンテンドー3DS用ソフトの多くの下画面がシステマチックなデザインが多いと宏之は感じており、よりグラフィカルにしたいとも考えていた。その矢先、企画担当から下画面に大きなゴルフボールが描かれたサンプル画像をもらい、宏之はこれならイメージチェンジになるだけでなく、ボールをタッチしてショットを打つという直感的な遊び方を提示できるとひらめき、そこから次々とアイデアが生まれ、タッチ操作に関するシステムは一気に固まった。また、タッチ操作は立体視やジャイロセンサーとの相性も良く、ボタン操作とは異なる操作感覚をプレイヤーに体験させることができた。
とはいえ、従来のシステムから大幅な転換となるため、システム構築は簡単なことではなかったが、高橋兄弟は直接的な操作でボールを飛ばす感覚を大事にしていた。
前作のようにRPGモードを入れようとするとシナリオを作らなくていけないため、当初はパーティーゲームのような方向性を考えていた。だが、秀五が別件で取材を受けた際、記者たちが皆RPGモードが好きだと言ってきたうえ、RPGモードを通じてゴルフを親しんだ者もいたため、もし携帯機向けの新作がパーティゲームだけだったら彼らはどう思うだろうと考えるようになった。任天堂もゴルフに疎い者に向け丁寧に教えるモードがあると望ましいと考えており、キャメロットの提案を受け、RPGモードの導入を決めた。こうしてRPGモードは「プリンセスクラブ」という名前で採用された。このモードは現実のゴルフにおけるクラブハウスに相当するものであり、本作ならではのマリオたちの一面が描かれるほか、すれ違い通信によるプレイヤーたちの交流の場という役割もある。また、クラブハウスにしたもう一つの理由として、任天堂とキャメロットが過去に手掛けたゲームボーイカラー用ソフト『モバイルゴルフ』のロビー機能の再現が挙げられる。この機能を利用するためには携帯電話本体や接続用のケーブルを用意しなければいけないうえ、通信料だけでなくラウンド単位の参加料まで取られるため、プレイヤーが参加しにくいという課題があった。Wi-Fi接続が標準装備となったニンテンドー3DSではこのようなわずらわしさがなくなったことから、日本全国のプレイヤーと対戦できる「ジャパントーナメント」や、全世界のプレイヤーと対戦できる状況者向けの「ワールドツアー」、さらに上の「メジャートーナメント」が用意された。なお「プリンセスクラブ」が世界を目指すシビアな入口であるのに対し、「マリオゴルフ」はカジュアルな遊び方の入り口として位置づけられている
コースはマリオらしいコースと現実的なコースの2種類に分かれている。前者に該当するコースのうち、「プクプクラグーン」はキャメロットが任天堂に提出した候補の中でも、プクプクの存在によってわかりやすいことから最初に採用された。また、このコースの色味は従来作品にはないものであり、キャメロット側もこの色味で問題ないと判断し、パッチワーク風の色合いが特徴の「ヨッシーレイク」やピンク主体の「ピーチガーデン」でも行けるということで、それらに合った仕掛けのアイデアも詰められた。
従来作品では、最後にコースの難易度を上げるために仕掛けを施していったのに対し、本作では最初から楽しんで回れるコースを作るという方針が立てられており、仕掛けの意味合いも変わった。

## 販売
当初は2013年夏に発売される予定だったが、プリンセスクラブの作り込みに時間がかかるなど様々な事情により、2014年5月1日に延びてしまった。また全世界のプレイヤーと対戦可能というシステムの都合上、各国にある任天堂の現地法人と協力の上、全世界での発売日がそろえられた